# Robledo de la Valdoncina
Robledo de la Valdoncina es una localidad española, perteneciente al municipio de Valverde de la Virgen, en la provincia de León y la comarca de Tierra de León, en la Comunidad Autónoma de Castilla y León. 
Situado sobre el arroyo del Valle de Robledo que vierte sus aguas al arroyo de la Oncina, afluente del río Esla.
Los terrenos de Robledo de la Valdoncina limitan con los de San Miguel del Camino al norte, Valverde de la Virgen al noreste, La Aldea de la Valdoncina y Oncina de la Valdoncina al este, Antimio de Arriba al sureste, Chozas de Arriba al sur, Villadangos del Páramo al suroeste, Velilla de la Reina al oeste y Villanueva de Carrizo al noroeste.
Perteneció a la antigua Hermandad de Valdoncina.